# Richèl Hogenkamp
Richèl Hogenkamp (nascida em Doetinchem, em 16 de abril de 1992) é uma tenista profissional holandesa inativa. Sua classificação de simples mais alta na WTA é 94, que ela alcançou em 24 de julho de 2017. No Circuito ITF, ela ganhou 16 títulos de simples e 14 de duplas.
Não joga desde junho de 2022. Em setembro do mesmo ano, aceitou o cargo de gerente de equipe no clube De Graafschap.

## Histórico pessoal
Hogenkamp nasceu em 16 de abril de 1992, filha de Benno e Jolanda, em Doetinchem, onde ela continua residindo. Ela tem uma irmã mais nova que monta cavalos profissionalmente. Os avós de Hogenkamp a apresentaram ao tênis. Hogenkamp é atualmente treinado por Kees Oostrom. Ela está em um relacionamento com o jogador de futebol holandês Daphne van Kruistum.

## Destaques na carreira
A maior vitória de sua carreira veio no Gastein Ladies de 2012, onde ela derrotou a cabeça-de-chave Julia Görges. Em uma eliminatória do Grupo Mundial da Fed Cup de 2016, ela derrotou Svetlana Kuznetsova. A partida durou exatamente quatro horas, a partida mais longa da história da Fed Cup.